# My Lullaby
My Lullaby – debiutancki album Agi Zaryan, sygnowany jeszcze nazwiskiem Agnieszka Skrzypek, wydany w marcu 2002 roku nakładem krakowskiej wytwórni NotTwo Records.
W Polsce płyta zebrała znakomite recenzje, ale ponieważ nie była promowana i została wydana w niewielkim nakładzie (2000 sztuk), przeszła bez większego echa, mimo że nominowano ją do nagrody Fryderyka. Po sukcesie drugiego albumu artystki Picking Up the Pieces wytwórnia Cosmopolis postanowiła ponownie wydać jej debiut – wznowienie poddane remasteringowi i ze skorygowaną okładką ukazało się 21 maja 2007 roku. Album uzyskał status złotej płyty.
11 stycznia 2011 ukazała się reedycja płyty dokonana przez EMI Music Polska(w stosunku do wydania z 2007 zmianie uległa tylko okładka).

## Lista utworów

### Agnieszka Skrzypek – My Lullaby (NotTwo Records, 2002)[3]
1. Waltz for Debby (Bill Evans/Gene Lees) – 5:13
2. To See a World (William Blake/Michał Tokaj) – 3:11
3. I’ve Got the World on a String (Harold Arlen/Ted Koehler) – 4:24
4. My Lullaby (Janusz Supernak) – 5:21
5. I Put a Spell on You (Jalacy J. Hawkins) – 3:41
6. You and the Night and the Music (Howard Dietz/Arthur Schwatz) – 5:13
7. Never Said (Chan’s Song) / Trust Me (Herbie Hancock/Stevie Wonder / Herbie Hancock/A.Willis/D. Rubinson/J. Cohen) – 12:02
8. Still We Dream (Ugly Beauty) (Mike Ferro/Thelonious Monk) – 4:44
9. I Hear Music (Burton Lane/Frank Loesser) – 3:49
10. Polka Dots and Moonbeams (Johnny Burke/Jimmy Van Heusen) – 4:36

Aranżacje wszystkich utworów – Michał Tokaj, oprócz Polka Dots and Moonbeams – Darek Oleszkiewicz

### Aga Zaryan – My Lullaby (Cosmopolis, 2007)[4]
1. To See a World (William Blake/Michał Tokaj) – 3:13
2. Waltz for Debby (Bill Evans/Gene Lees) – 5:18
3. I’ve Got the World on a String (Harold Arlen/Ted Koehler) – 4:23
4. My Lullaby (Janusz Supernak) – 5:22
5. You and the Night and the Music (Howard Dietz/Arthur Schwatz) – 5:14
6. I Put a Spell on You (Jalacy J. Hawkins) – 3:41
7. Never Said (Chan’s Song) / Trust Me (Herbie Hancock/Stevie Wonder / Herbie Hancock/A.Willis/D. Rubinson/J. Cohen) – 12:01
8. Still We Dream (Ugly Beauty) (Mike Ferro/Thelonious Monk) – 4:46
9. I Hear Music (Burton Lane/Frank Loesser) – 3:54
10. Polka Dots and Moonbeams (Johnny Burke/Jimmy Van Heusen) – 4:38

Aranżacje wszystkich utworów – Michał Tokaj, oprócz Polka Dots and Moonbeams – Darek Oleszkiewicz

## Muzycy
- Aga Zaryan – śpiew
- Michał Tokaj – fortepian
- Darek "Oles" Oleszkiewicz – kontrabas
- Łukasz Żyta – perkusja
- Tomasz Szukalski – saksofon tenorowy

## Singel
Singel promocyjny "My Lullaby" został wydany przez Cosmopolis w kwietniu 2007 (promocja reedycji albumu).
| 1. | "I Hear Music" | 3:49  |
|    |                |       |
| 2. | "My Lullaby"   | 5:21  |
|    |                |       |
|    |                | 09:10 |
|    |                |       |